# Télévie
 (août 2020).
Si vous disposez d'ouvrages ou d'articles de référence ou si vous connaissez des sites web de qualité traitant du thème abordé ici, merci de compléter l'article en donnant les références utiles à sa vérifiabilité et en les liant à la section « Notes et références ».
 (août 2024).
La mise en forme du texte ne suit pas les recommandations de Wikipédia : il faut le « wikifier ».
Les points d'amélioration suivants sont les cas les plus fréquents. Le détail des points à revoir est peut-être précisé sur la page de discussion.
- Les titres sont pré-formatés par le logiciel. Ils ne sont ni en capitales, ni en gras.
- Le texte ne doit pas être écrit en capitales (les noms de famille non plus), ni en gras, ni en italique, ni en « petit »…
- Le gras n'est utilisé que pour surligner le titre de l'article dans l'introduction, une seule fois.
- L'italique est rarement utilisé : mots en langue étrangère, titres d'œuvres, noms de bateaux, etc.
- Les citations ne sont pas en italique mais en corps de texte normal. Elles sont entourées par des guillemets français : « et ».
- Les listes à puces sont à éviter, des paragraphes rédigés étant largement préférés. Les tableaux sont à réserver à la présentation de données structurées (résultats, etc.).
- Les appels de note de bas de page (petits chiffres en exposant, introduits par l'outil «  Source ») sont à placer entre la fin de phrase et le point final[comme ça].
- Les liens internes (vers d'autres articles de Wikipédia) sont à choisir avec parcimonie. Créez des liens vers des articles approfondissant le sujet. Les termes génériques sans rapport avec le sujet sont à éviter, ainsi que les répétitions de liens vers un même terme.
- Les liens externes sont à placer uniquement dans une section « Liens externes », à la fin de l'article. Ces liens sont à choisir avec parcimonie suivant les règles définies. Si un lien sert de source à l'article, son insertion dans le texte est à faire par les notes de bas de page.
- La présentation des références doit suivre les conventions bibliographiques. Il est recommandé d'utiliser les modèles {{Ouvrage}}, {{Chapitre}}, {{Article}}, {{Lien web}} et/ou {{Bibliographie}}. Le mode d'édition visuel peut mettre en forme automatiquement les références.
- Insérer une infobox (cadre d'informations à droite) n'est pas obligatoire pour parachever la mise en page.

Pour une aide détaillée, merci de consulter Aide:Wikification.
Si vous pensez que ces points ont été résolus, vous pouvez retirer ce bandeau et améliorer la mise en forme d'un autre article.
Le Télévie est une opération caritative au profit du F.R.S.-FNRS, organisée en Belgique francophone et au Grand-Duché de Luxembourg par RTL-TVI depuis 1989, qui s'achève par une soirée télévisée.
Elle récolte des fonds pour la recherche scientifique contre le cancer et la leucémie, chez l'enfant et chez l'adulte.
Le F.R.S.-FNRS reçoit la somme récoltée, évalue les projets scientifiques soumis au Télévie, et prend en charge les frais d'évaluation.
Les projets sélectionnés reçoivent l'intégralité de l'argent récolté.
En raison de la pandémie de coronavirus, l'édition 2020 est reportée au 5 septembre puis au 19 septembre.
En 2025, l'opération a rapporté 13 351 977€. un record.

## Historique
En 37 éditions, l'émission a récolté 267 021 606 euros.
Le cap des 12 millions d'euros récoltés est franchi lors de la 30ème soirée de clôture du 21 avril 2018.
Depuis 2001, RTL Télé Lëtzebuerg au Grand-Duché de Luxembourg organisent une grande soirée de clôture en simultané avec celle de RTL-TVI.

## Quelques réalisations scientifiques importantes
Depuis sa création, l'opération Télévie joue un rôle dans la vulgarisation de la recherche, et dynamise son développement.
Elle a permis notamment :
- d'augmenter le registre des donneurs de moelle et de cellules souches de près de 50.000 noms,
- de créer la banque de sang de cordon ombilical, sources de cellules souches. Elle contient plus de 10.000 échantillons,
- de contrôler les suites d’une greffe de cellules souches, ce qui diminue les complications et permet d’en faire bénéficier un plus grand nombre de patients, en particulier les personnes âgées,
- de caractériser un nouveau type de cellules souches - les cellules souches mésenchymateuses - . Elles sont dès à présent utilisées pour faciliter la prise de certaines greffes d’organes. Elles représentent l'espoir en médecine régénérative,
- de mettre sur pied des plates-formes technologiques afin de préciser le diagnostic des leucémies et des cancers,
- d'étudier en détail les transferts de signaux qui indiquent à une cellule de devenir cancéreuse,
- de découvrir des cibles pour de nouveaux médicaments « intelligents » dans les leucémies et les cancers. Leur inscription dans les protocoles de traitement internationaux garantit aux malades l'accès aux traitements performants, y compris, récemment, les médicaments dits "intelligents",
- de mettre au point de nouveaux tests de biologie moléculaire, qui permettent de suivre l'évolution de la leucémie, et détectent la "maladie résiduelle", qui annonce souvent une récidive,
- de mettre en évidence et de purifier les cellules souches cancéreuses impliquées dans les rechutes,
- d’identifier les voies moléculaires par lesquelles une cellule cancéreuse échappe aux traitements appliqués.

## Bichon
Bichon est un petit garçon atteint de leucémie ; il est devenu, à 2 ans et demi, le symbole du Télévie et du combat contre la maladie. Il décède la veille de la clôture de l'édition 97 (14 mars 1997). Dix ans après , Bichon reste la mascotte du Télévie. Schaerbeek a baptisé Bichon une de ses places.

## Produits
Les produits vendus pour le Télévie 2018 sont :   
- Le sachet de bonbons : 2,5 €
- Le pin's : 2,5 €
- Le stylo à bille 4 couleurs : 3 €
- Le jeu de cartes : 4 €
- Le sac pliable : 4 €
- Les chocolats du cœur : 5 €
- La boite à tartines réfrigérante : 8 €
- Le parapluie : 15 €
- Le DVD du Télévie 2016 : 15 €

Les produits vendus pour le Télévie 2023 sont :
- Le sachet de bonbons : 2,5 €
- Le pin's : 2,5 €
- Le livre de recettes "A table" tome 2 : 20 €
- La bougie : 10 €
- Le savon de Marseille "Amande" : 5 €
- La trousse en coton : 7 €
- Le carnet de notes : 5 €
- Le pot de graines : 6 €
- Le maillot cycliste édition limitée Galibier 2022 : 70 €
- Le masque : 10 €
- Le maillot exclusif aux couleurs des Cyclos du Coeur : 60 €
- Le sweat "La vie est belge x Télévie" : 85 €
- Les balles "TaylorMade" - Télévie Golf Trophy : 10 €
- Le set de cuillères en bois : 5 €
- Les maniques : 10 €
- Le tablier de cuisine : 12 €
- Le papier cadeau : 3 €
- Les galettes "Jules Destrooper" : 5 €
- Le sac shopping : 8 €
- Le sac XXL : 10 €
- Le sac shopping rouge : 5 €
- Les pochettes d'autocollants : 8 €

## Argent récolté
|               | dates             | francs belges  | euros        | total cumulé  |
| ------------- | ----------------- | -------------- | ------------ | ------------- |
| Télévie no 1  | 15 avril 1989     | 81 274 280 FB  | 2 014 737 €  | 2 014 737 €   |
| Télévie no 2  | 24 mars 1990      | 112 169 387 FB | 2 780 606 €  | 4 795 343 €   |
| Télévie no 3  | 16 mars 1991      | 137 144 399 FB | 3 399 721 €  | 8 195 064 €   |
| Télévie no 4  | 28 mars 1992      | 125 218 980 FB | 3 104 097 €  | 11 299 161 €  |
| Télévie no 5  | 20 mars 1993      | 118 151 054 FB | 2 928 888 €  | 14 228 049 €  |
| Télévie no 6  | 19 mars 1994      | 128 337 399 FB | 3 181 401 €  | 17 409 450 €  |
| Télévie no 7  | 25 mars 1995      | 134 030 892 FB | 3 322 539 €  | 20 731 989 €  |
| Télévie no 8  | 23 mars 1996      | 133 021 917 FB | 3 297 527 €  | 24 029 516 €  |
| Télévie no 9  | 15 mars 1997      | 128 951 113 FB | 3 196 615 €  | 27 226 131 €  |
| Télévie no 10 | 21 mars 1998      | 163 115 254 FB | 4 043 522 €  | 31 269 653 €  |
| Télévie no 11 | 21 avril 1999     | 167 303 741 FB | 4 147 351 €  | 35 417 004 €  |
| Télévie no 12 | 8 avril 2000      | 171 276 903 FB | 4 245 844 €  | 39 662 848 €  |
| Télévie no 13 | 28 avril 2001     | 181 120 350 FB | 4 489 856 €  | 44 152 702 €  |
| Télévie no 14 | 27 avril 2002     | 235 500 948 FB | 5 837 916 €  | 49 990 620 €  |
| Télévie no 15 | 5 avril 2003      | 250 557 452 FB | 6 211 157 €  | 56 201 777 €  |
| Télévie no 16 | 3 avril 2004      | 264 640 757 FB | 6 560 273 €  | 62 762 050 €  |
| Télévie no 17 | 23 avril 2005     | 272 469 077 FB | 6 754 332 €  | 69 516 382 €  |
| Télévie no 18 | 1er avril 2006    | 290 622 436 FB | 7 204 342 €  | 76 720 724 €  |
| Télévie no 19 | 5 mai 2007        | 311 111 515 FB | 7 712 253 €  | 84 432 977 €  |
| Télévie no 20 | 26 avril 2008     | 327 472 854 FB | 8 117 840 €  | 92 550 817 €  |
| Télévie no 21 | 25 avril 2009     | 329 276 168 FB | 8 162 543 €  | 100 713 360 € |
| Télévie no 22 | 24 avril 2010     | 315 319 773 FB | 7 816 573 €  | 108 529 933 € |
| Télévie no 23 | 7 mai 2011        | 331 292 921 FB | 8 212 537 €  | 116 742 470 € |
| Télévie no 24 | 21 avril 2012     | 338 962 101 FB | 8 402 651 €  | 125 145 121 € |
| Télévie no 25 | 20 avril 2013     | 351 911 370 FB | 8 723 655 €  | 133 868 776 € |
| Télévie no 26 | 26 avril 2014     | 364 177 766 FB | 9 027 731 €  | 142 896 507 € |
| Télévie no 27 | 25 avril 2015     | 383 336 959 FB | 9 502 675 €  | 152 399 182 € |
| Télévie no 28 | 23 avril 2016     | 409 113 147 FB | 10 141 650 € | 162 540 832 € |
| Télévie no 29 | 22 avril 2017     | 444 854 298 FB | 11 027 650 € | 173 568 482 € |
| Télévie no 30 | 21 avril 2018     | 488 700 139 FB | 12 114 560 € | 185 683 042 € |
| Télévie no 31 | 27 avril 2019     | 537 144 405 FB | 13 315 462 € | 198 998 504 € |
| Télévie no 32 | 19 septembre 2020 | 425 450 847 FB | 10 546 651 € | 209 545 155 € |
| Télévie no 33 | 18 septembre 2021 | 428 296 343 FB | 10 617 189 € | 220 162 344 € |
| Télévie no 34 | 7 mai 2022        | 404 979 719 FB | 10 039 185 € | 230 201 529 € |
| Télévie no 35 | 22 avril 2023     | 452 980 005 FB | 11 229 081 € | 241 430 610 € |
| Télévie no 36 | 20 avril 2024     | 493 720 843 FB | 12 239 019 € | 253 669 629 € |
| Télévie no 37 | 10 mai 2025       | 538 616 194 FB | 13 351 977 € | 267 021 606 € |